# Martin Hayes (Fußballspieler)
Martin Hayes (* 21. März 1966 in Walthamstow, London) ist ein ehemaliger englischer Fußballspieler. Der linke Flügel- bzw. offensive Mittelfeldspieler gehörte in der zweiten Hälfte der 1980er Jahre zu einem der hoffnungsvollsten Talente des FC Arsenal und gewann 1989 die englische Meisterschaft sowie zwei Jahre zuvor den Ligapokal. Anschließend erlebte er einen Karriereknick und trat auch nach seinem Wechsel zu Celtic Glasgow im Jahr 1990 nur ganz selten in Erscheinung.

## Sportlicher Werdegang

### FC Arsenal (1983–1990)
Hayes durchlief die Jugendabteilungen des FC Arsenal und nach seinem Übergang in den Profibereich im November 1983 debütierte er gut zwei Jahre später am 16. November 1985 gegen Oxford United in einem Ligaspiel für die erste Mannschaft. Die Partie endete mit einem 2:1-Sieg und der Neuling, der Graham Rix auf der linken Flügelposition vertrat, hatte prompt ein Tor von Tony Woodcock vorbereitet. Er bestritt als Vertretung für Rix noch 13 weitere Pflichtspiele in der Saison 1985/86 und erzielte dabei drei Treffer. Nach dem Rücktritt von Trainer Don Howe durchlebte Hayes in der anschließenden Spielzeit 1986/87 unter dem Nachfolger George Graham das wohl beste Profijahr in seiner Karriere. Er entwickelte sich mit 24 Pflichtspieltoren zum Toptorjäger der „Gunners“ und überzeugte mit zwölf verwandelten Strafstößen als sicherer Elfmeterschütze. Weiterer sportlicher Höhepunkt war der Gewinn des Ligapokals 1987, als Hayes mit seinen Mannen im Finale den FC Liverpool mit 2:1 bezwang. Dass trotz dieser scheinbaren Initialzündung die Karriere nicht an Fahrt aufnahm, war aber schon während dieses Jahres erkennbar, denn Trainer Graham versuchte seinen Torjäger (vergeblich) an das unterklassige Huddersfield Town zu verkaufen.
Ab der Saison 1987/88 verlor Hayes dann auch gleichsam seine Form und den „Torriecher“. Ihm gelangen nur noch drei Pflichtspieltreffer, wozu auch das erste Tor im Ligapokalendspiel gegen Luton Town zählte. Trotzdem gehörte Hayes nach der 2:3-Pleite gegen den Außenseiter später zu den „Sündenböcken“, da er beim Stand von 2:1 aus kurzer Entfernung nur den Pfosten traf und damit eine mögliche Entscheidung verpasste. Mit der Verpflichtung von Brian Marwood im linken Mittelfeld verschlechterten sich seine Perspektiven weiter und beim Gewinn der Meisterschaft 1989 stand er in nur drei von 17 Ligaspielen in der Anfangsformation. Dennoch reichte sein Beitrag zum Erhalt einer offiziellen Meistermedaille und während des entscheidenden 2:0-Siegtreffers gegen den FC Liverpool in letzter Minute befand er sich auf dem Spielfeld. Da ihm neben Marwood auch dann Spieler wie Paul Merson in der Saison 1989/90 auf seiner linken offensiven Mittelfeldposition vorgezogen wurden und die sportliche Leitung zudem anderweitig wenig Verwendung für ihn fand, zeichnete sich schließlich sein Ende in London ab und im September 1990 wechselte er nach Schottland zu Celtic Glasgow. Zuvor hatte er in der beginnenden Saison 1990/91 nicht ein einziges Mal mehr den Weg in die erste Mannschaft gefunden.

### Die Zeit nach Arsenal (1990–1995)
Bei Celtic galt Hayes als bedeutender Transfer und dazu kam, dass ihm dort die bei Arsenal vergeblich geforderte Gehaltserhöhung gewährt wurde. Dennoch entwickelte sich dieser Karriereschritt für ihn zu einer Katastrophe. Hayes schoss in den ersten fünf Pflichtspielen kein Tor und schnell fand er sich anschließend fernab der Mannschaft. Dafür verantwortlich war gleichsam, dass der Klub durch eine Krise schritt und Trainer Billy McNeill unter Druck stand, aber auch die Tatsache, dass Hayes nicht der klassische „Flügelflitzer“ in der Tradition von Jimmy Johnstone war, der archetypisch für das Celtic-Spiel stand, sondern mehr einen offensiven Mittelfeld- und Teamspieler darstellte. Insgesamt kam Hayes in zweieinhalb Jahren nur auf sieben Ligaspiele und obwohl zwischenzeitlich mit Liam Brady ein neuer Trainer den Neustart für alle Spieler ausgerufen hatte, änderte dies nichts an Hayes' Perspektivlosigkeit in der Reservemannschaft. Dazu gesellte sich Verletzungspech in Form eines Beinbruchs, als ihm während einer Leihpase zum Ende der Saison 1991/92 beim FC Wimbledon eine Rückkehr in den englischen Erstligafußball in Aussicht gestellt wurde.
Zu Beginn der Saison 1993/94 wechselte Hayes dann zum walisischen Klub Swansea City, der in der dritten englischen Liga beschäftigt war. Auf Anhieb eroberte sich Hayes dort einen Stammplatz auf der linken Seite, absolvierte 22 Ligaspiele bis Februar 1993, fehlte dann aber bis zum Ende der Spielzeit und verpasste auch die entscheidenden Halbfinal- und Endspielbegegnungen zum Gewinn der Football League Trophy. In seinem zweiten und letzten Jahr für Swansea tat sich Hayes schwer, in die Mannschaft zurückzufinden, und kam häufig auf der rechten Seite zum Einsatz. Im Sommer 1995 stellte ihn der Klub dann frei und Hayes glaubte mit dem Drittligisten Southend United einen neuen Arbeitgeber gefunden zu haben. Dieser ließ ihn anlässlich einer Partie des Anglo-Italian Cups gegen Brescia Calcio antreten, sah dann aber von einer dauerhaften Verpflichtung des Mittelfeldspielers ab. Stattdessen wechselte er in den Non-League football und heuerte dazu bei Dover Athletic an. Zu den späteren Vereinsstationen zählten später Crawley Town, der FC Romford, der FC Purfleet und der Bishop’s Stortford FC. Beim zuletzt genannten Klub startete er 1999 als Spielertrainer und blieb in der sportlichen Leitung bis November 2008. Nach einer Zwischenstation bei Wingate & Finchley (Februar 2009 bis Juni 2010) betreute er im direkten Anschluss bis September 2011 die Mannschaft von Dover Athletic.

## Titel/Auszeichnungen
- Englische Meisterschaft (1): 1989
- Englischer Ligapokal (1): 1987